# سوزان گالاگر
سوزان گالاگر یک بازیگر آمریکایی می‌باشد که اغلب به دلیل ایفای نقش تکراری‌اش در نقش لین بی‌خانمان در سریال کبرا کای نتفلیکس مشهور شده‌است.

## حرفه
گالاگر نخستین نقش بازیگری اش را در دهه ۱۹۹۰ در سریال تلویزیونی بندر امن انجام داد. وی به تنهایی از جانب تهیه‌کننده آرون اسپلینگ منتخب گردید. گالاگر برای نقش کوتاهش در نقش خاندان لمنتیان در سریال لوکی نقد مثبت کسب نمود.

## زندگی شخصی
والدین گالاگر برای برای ادامه نسل خود در شهرستان گاستون، کارولینای شمالی مشغول زندگی بودند و گالاگر در گاستونیا، کارولینای شمالی متولد شد. او در سال ۱۹۸۷ با همسرش ازدواج نمود و صاحب ۲ فرزند شد. آنان در فلوریدا مشغول زندگی می‌باشند و بعدها به کارولینای شمالی برگشتند. گلاگر به همراه خانواده اش در گرگ لورل مشغول زندگی می‌باشند.
گالاگر دررشته ورزشی تکواندو دارای کمربند مشکی می‌باشد.